# Cristina Medina
Cristina Eugenia Medina Conde (Sevilla; 8 de abril de 1971) es una actriz, maestra de ceremonias, cantante y productora teatral española. Conocida por su papel de Nines Chacón en la serie La que se avecina. de Telecinco.

## Biografía
Realizó estudios de puericultura y de ingeniería informática.
Desde 1992 trabajó para compañías de teatro como Atalaya, TNT o Centro Andaluz de Teatro hasta que en 1997 formó, junto a Joan Estrader, la compañía de teatro de humor Pez en Raya. Con la que obtuvo siete títulos que han dado la vuelta al mundo, ganado premios nacionales e internacionales. 
La compañía Pez en Raya se disuelve y Cristina Medina crea en 2014 su propia productora y creadora de espectáculos LaMedinaEs. Estrenándose en la música con el espectáculo “A Grito Pelao”, una mezcla de humor absurdo y rock que merecieron la creación a posteriori de la banda “La Cristi & los que vengan", actualmente están trabajando en la creación del primer disco que se llamará 'Gloria para ti'. 
En 2017 la compañía se embarca en la copodrucción de la obra de teatro “¡Ay, Carmela!”, dirigida por Fernando Soto e interpretada por ella misma junto a Santiago Molero. 
En 2008 ficha por la serie de Telecinco La que se avecina interpretando a Nines Chacón, manteniéndose en el reparto hasta la duodécima temporada.
El 25 de septiembre del 2021 informó a sus seguidores desde Instagram que padece cáncer de mama. Manifestó que todo tiene muy buen pronóstico pero que las ayudas del Estado son insuficientes.

## Filmografía

### Cine

#### Largometrajes
| Año  | Título    | Personaje | Dirección                 |
| ---- | --------- | --------- | ------------------------- |
| 2021 | Plantados |           | Manu Ochoa, Yolanda Román |
| 2021 | Paranoia  | Elsa      | Alfredo Carrasco Alonso   |

### Televisión
Series
| Año         | Serie             | Papel                    | Capítulos     |
| ----------- | ----------------- | ------------------------ | ------------- |
| 1992        | Teletrastos       | Hojalato                 | 92 episodios  |
| 2011        | Museo Coconut     | Patri                    | 1 episodio    |
| 2013        | Esposados         | Ella misma               | 1 episodio    |
| 2008 - 2021 | La que se avecina | Angelines "Nines" Chacón | 154 episodios |

Programas
| Año  | Programa                     | Papel        | Cadena    |
| ---- | ---------------------------- | ------------ | --------- |
| 2019 | Dar cera, pulir #0           | Invitada     | Movistar+ |
| 2019 | Pasapalabra                  | Invitada     | Telecinco |
| 2019 | Safari: a la caza de la tele | Invitada     | FDF       |
| 2019 | Ilustres ignorantes          | Invitada     | Movistar+ |
| 2020 | Typical Spanish              | Invitada     | La 1      |
| 2021 | La noche D                   | Colaboradora | La 1      |
| 2022 | Pasapalabra                  | Invitada     | Antena 3  |
| 2023 | 25 palabras                  | Invitada     | Telecinco |
| 2025 | Y ahora Sonsoles             | Invitada     | Antena 3  |

### Teatro
| Año             | Obra                       | Notas                       |
| --------------- | -------------------------- | --------------------------- |
| 1999            | Tápate                     |                             |
| 2001            | Pésame mucho               |                             |
| 2004            | Sólala                     |                             |
| 2007            | Lo cerebro                 |                             |
| 2012            | Llorar por llorar          |                             |
| 2014            | A grito pelao              |                             |
| 2016            | El trámite                 |                             |
| 2017 - presente | ¡Ay Carmela!               | Director: Fernando Soto     |
| 2018            | La Cristi & los que vengan | Concierto y humor           |
| 2018 - presente | Lunátika                   | Dirección: Remedios Crespo  |
| 2018            | El Gran Despipote          | Dirección: Gabriel Olivares |

|                    | Espectáculo                    | Notas          |
| ------------------ | ------------------------------ | -------------- |
| 2013               | A Marte Cabaret                |                |
| 2017               | Premios de la Unión de Actores |                |
| 2018               | Premios Max                    | La 2           |
| 2019 - Actualmente | The Hole Zero                  | LestGo Company |

## Premios
- 1996: Premio a la mejor Actriz Andaluza con Miles Gloriosus (TNT).
- 2003: Premio del público al Mejor espectáculo en el IX Festival Internacional de Humor de Madrid con Tápate (Pez en Raya).
- 2003: Premio al mejor espectáculo de la temporada en Bath y Winchester (Inglaterra) con Pésame mucho (Pez en Raya).
- 2004: Premio al mejor espectáculo en la XXI Feria de Teatro de Tárrega con Sólala (Pez en Raya).
- 2005: Premio al mejor espectáculo en el XI Festival Internacional de Humor de Madrid (Pez en Raya).
- 2018: Premio al mejor espectáculo en la Feria de Teatro de Palma de Río con ¡Ay, Carmela! (LaMedinaEs Company)